# Joan Osborne
Joan Elizabeth Osborne, född 8 juli 1962 i Anchorage i Kentucky, är en amerikansk sångerska, gitarrist och låtskrivare inom blues, folkmusik, country och rock. Hon är bland annat känd för sin låt "One of Us", som blev en stor succé tillsammans med albumet Relish, båda från 1995.

## Diskografi
Studioalbum
- Relish (1995)
- Righteous Love (2000)
- How Sweet It Is (2002)
- Christmas Means Love (2005)
- Pretty Little Stranger (2006)
- Breakfast in Bed (2007)
- Little Wild One (2008)
- Bring It On Home (2012)
- Love and Hate (2014)
- Songs of Bob Dylan (2017)

Livealbum
- Soul Show: Live at Delta 88 (1991)
- Early Recordings (1996)

Samlingsalbum
- One of Us (2005)

Singlar
- "One of Us" (1995)
- "St. Teresa" (1996)
- "Right Hand Man" (1996)
- "Ladder" (1997)
- "I've Got to Use My Imagination" (2007)
- "Sweeter Than the Rest" (2008)
- "Shake Your Hips" (2012)
- "Thirsty for My Tears" (2014)